# Aspartam-Acesulfam-Salz
Das Aspartam-Acesulfam-Salz (E 962) ist ein synthetischer Süßstoff. Es ist ein Salz aus den beiden Süßstoffen Aspartam und Acesulfam und ist 350-mal so süß wie Zucker.
In Deutschland wurde das Aspartam-Acesulfam-Salz 2005 gemäß der Zusatzstoff-Zulassungsverordnung zugelassen.
Der Süßstoff wird unter dem Markennamen Twinsweet verkauft.

## Eigenschaften und Bestimmung
Das Aspartam-Acesulfam-Salz bildet ein weißes, kristallines Pulver, das sich wenig in Wasser, leicht in Ethanol löst. Der Süßstoff darf maximal 3 % an anderen Stoffen außer den beiden Hauptkomponenten enthalten. Zur genauen Bestimmung wird eine ethanolische Lösung mit einer Maßlösung von Tetrabutylammoniumhydroxid titriert.